# Kristina Sprenger

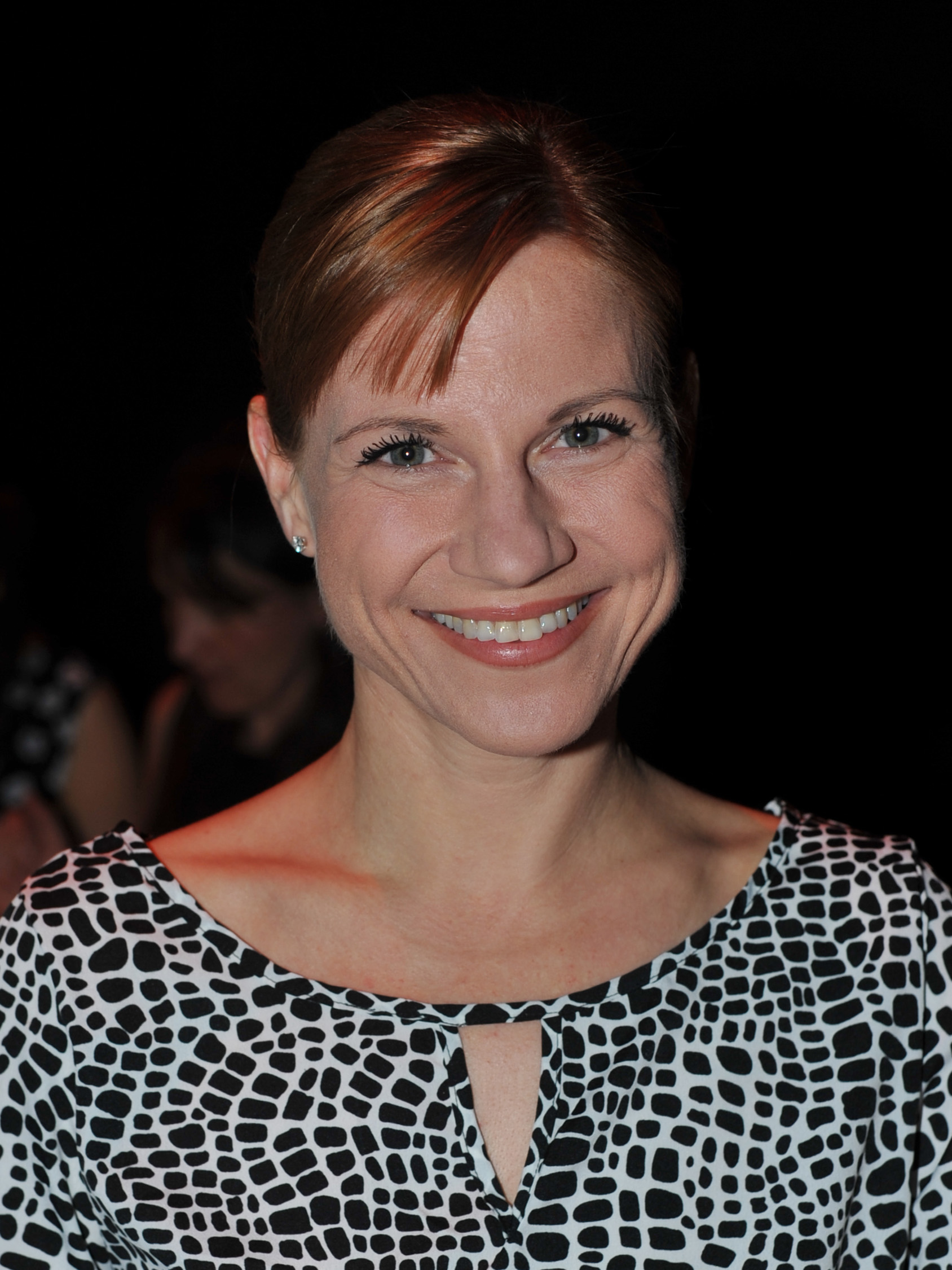
Kristina Sprenger (2014)

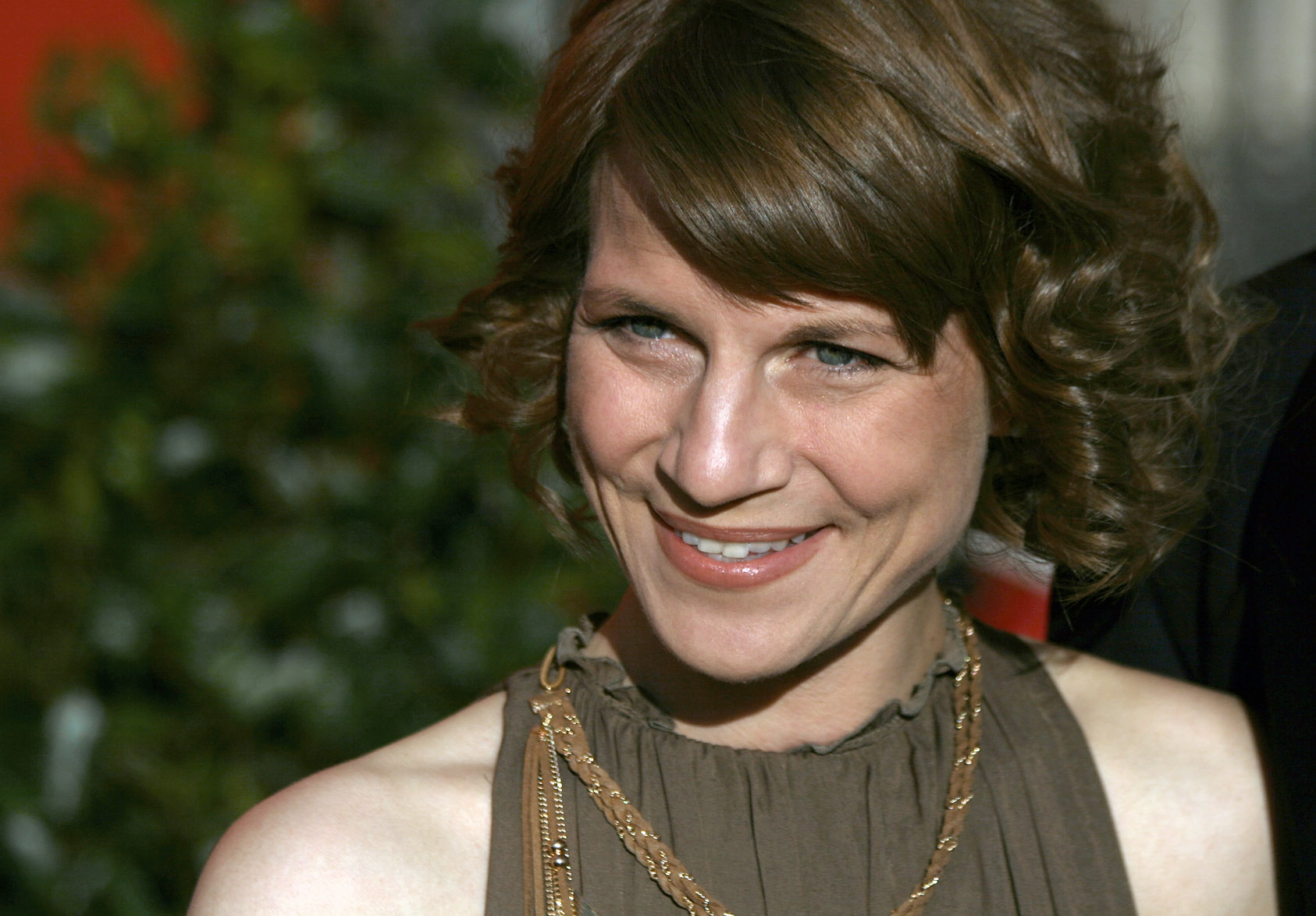
Kristina Sprenger (2012)

Kristina Sprenger (* 26. Juli 1976 in Innsbruck) ist eine österreichische Schauspielerin.

## Leben
Kristina ist die zweite von drei Töchtern des Forstingenieurs und ehemaligen Vizebürgermeisters von Innsbruck, Eugen Sprenger, und dessen Frau Maria.
1996 begann sie ihre Schauspielausbildung am Konservatorium Wien und schloss im Jahr 2000 dieses Studium mit Auszeichnung ab. Im Rahmen ihrer Ausbildung sammelte die Schülerin von Elfriede Ott erste Erfahrungen auf der Bühne.
Erste Erfahrungen mit einer Rolle im Fernsehen machte Sprenger in der Krimiserie Kommissar Rex, in der sie einen Kurzauftritt als Polizistin hatte. 
Von 2001 bis 2013 spielte sie in der ORF/ZDF-Krimiserie SOKO Kitzbühel die weibliche Hauptrolle als die Ermittlerin Karin Kofler. Somit ist sie mit insgesamt 13 Staffeln die am längsten ermittelnde Fernsehkommissarin Österreichs. Bei der Romyverleihung 2003 wurde Sprenger zum beliebtesten weiblichen Shootingstar gewählt. 2006 spielte sie eine Schwangere in Joseph Vilsmaiers Das Weihnachtsekel an der Seite von Ruth Drexel, die sie schon vorher durch Theaterrollen kannte.
Sozial engagiert sie sich als Kinderpatin von Licht für die Welt, wo behinderte Kinder in Entwicklungsländern unterstützt werden.
Seit Sommer 2014 ist sie als Intendantin am Stadttheater Berndorf tätig. Im September 2021 wurde sie als Nachfolgerin von Werner Auer zur Obfrau des Vereines Theaterfest Niederösterreich gewählt.

## Privates
Nach ihrer langjährigen Beziehung mit dem Volksmusiker Hubert Trenkwalder präsentierte sie sich im Februar 2008 an der Seite des Schauspielers Sascha Wussow als dessen neue Freundin. Im Juni 2008 trennte sich das Paar.
Seit etwa November 2009 ist Sprenger mit dem Wiener Manager Gerald Gerstbauer liiert. Ihre gemeinsame Tochter kam am 14. Dezember 2010 auf die Welt. Im September 2011 heiratete das Paar standesamtlich in Dürnstein; die kirchliche Trauung fand in Bad Vöslau statt. Die Familie wohnt in Sooß.

## Filmografie (Auswahl)
- 2001: Kommissar Rex (Fernsehserie)
- 2001–2014: SOKO Kitzbühel (Fernsehserie) als Karin Kofler in 170 Folgen und 13 Staffeln
- 2006: Novotny & Maroudi (Fernsehserie) – Umzüge
- 2006: Das Weihnachts-Ekel (Fernsehfilm)
- 2010: Der Bergdoktor (Fernsehserie) – Tiefer Fall
- 2010: Space Tours – Mission E. V. A. (Science-Fiction-Komödie)
- 2010: Vitasek? (Kurzserie mit Andreas Vitásek) – Die Filzlaus und Ganz in Weiß
- 2016: Tatort: Die Kunst des Krieges
- 2016: Landkrimi – Endabrechnung
- 2018: Ein wilder Sommer – Die Wachausaga
- 2022: Letzte Bootsfahrt (Fernsehfilm)
- 2022: Tage, die es nicht gab (Fernsehserie)
- 2024: Landkrimi – Schnee von gestern (Fernsehreihe)
- 2024: Elfi
- 2024: Die Liesl von der Post – Jugendsünden (Fernsehreihe)
- 2024: Die Liesl von der Post – Klapperstorch (Fernsehreihe)

## Theater (Auswahl)
- 1997: Die verhängnisvolle Faschingsnacht (Regie: Elfriede Ott)
- 1999: Hamlet, Tourneetheater „Der Grüne Wagen“ (Regie: Jürgen Wike)
- 1999: Eine Woche voller Samstage. Sommertheater Rött (Regie: K. Rott)
- 2007, 2008, 2009 (jeweils Dezember): Heuer schenken wir uns nichts! (gemeinsam mit Serge Falck), stadtTheater walfischgasse[14][15], Theater am Lend[16], Kammerspiele des Tiroler Landestheater Innsbruck und andere Spielstätten.

## Hörspiel
- 2017: Mischa Zickler: Seerauch (3 Teile, WDR)[17]

## Auszeichnungen
- 2019: Tirolerin des Jahres[18]